# Faiz Mangat

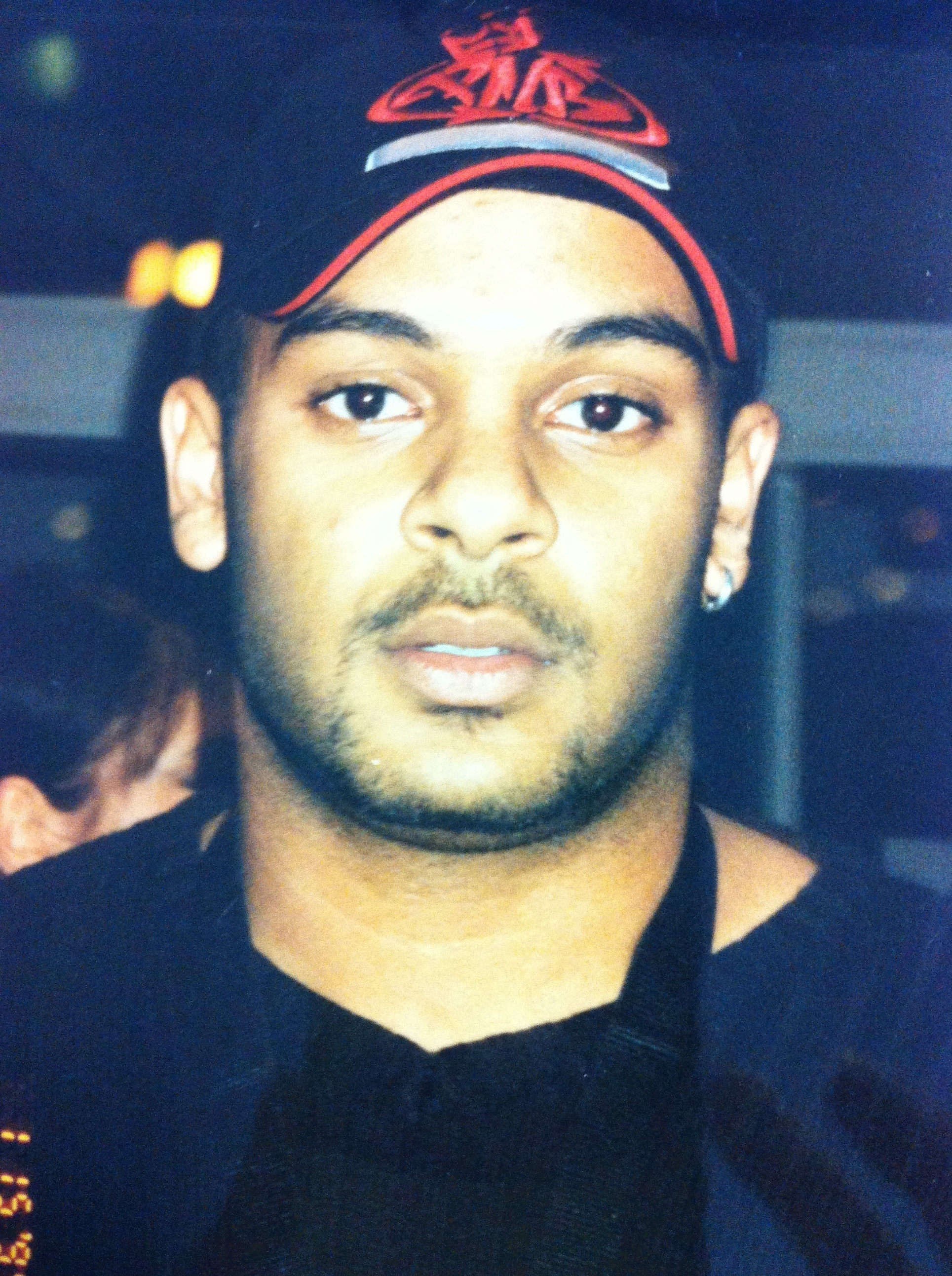
Faiz Mangat

Faiz-Kevin Mangat (* 29. August 1980 in Köln) ist ein kenianischer Popsänger und Comedian. Bekannt wurde er 2001 als Sänger der Gruppe Bro’Sis.

## Leben
Mangat besitzt die kenianische Staatsbürgerschaft. Er besuchte die Handelsschule und begann eine Lehre als Einzelhandelskaufmann, die er abbrach. 
Mangat bildete zusammen mit Hila Bronstein, Shaham Joyce, Ross Antony, Giovanni Zarrella und Verena „Indira“ Weis die Pop-Gruppe Bro’Sis, die aus der zweiten Staffel der Casting-Show Popstars hervorging. Die erste Staffel hatten die No Angels gewonnen.
Für den Trickfilm Große Haie – Kleine Fische lieh Mangat 2004 der Qualle Ernie seine Stimme. Zudem übernahm er als Ersatz von Andreas Türck die Moderation der „Chart Show – powered by McDonald’s“ auf ProSieben.
Im Mai 2005 erschien seine erste Solo-Single Dance Little Sister, ein Coversong von Terence Trent D’Arby, die es jedoch nicht in die Charts schaffte. Ein für Herbst 2005 angekündigtes Solo-Album erschien nie.

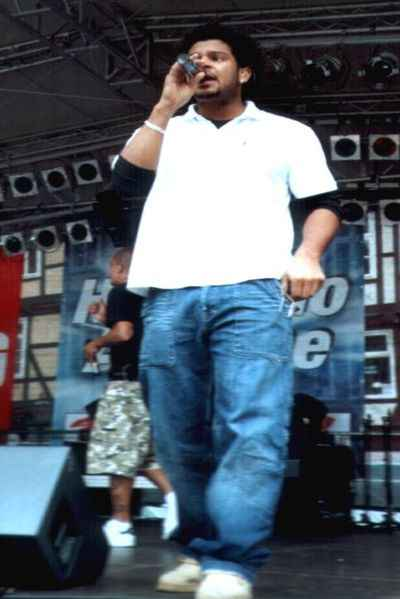
Faiz Mangat, 2005

Nach dem letzten gemeinsamen Auftritt von Bro’Sis im August 2005 spielte und sang Mangat in diversen Coverbands. 
Am 24. August 2007 erschien mit Du redest im Schlaf Mangats zweite Solo-Single mit seiner neuen Band „7 Faces“. Am 7. September 2007 folgte das Album Die wiederkehrenden Leiden des jungen Tim W. Lötze.
Mangat hatte Engagements als Backgroundsänger: Im August 2007 in der RTL-2-Sendung „The Dome 43“ für Sabrina Setlur und für Moses Pelham.
2009 war Mangats Band „7 Faces“ mit dem Lied Sommerregen auf der CD A Tribute to Die Fantastischen Vier vertreten.
Für einen Werbespot von Kinder-Schokolade coverte Mangat 2012 das Lied My Girl.
Im April 2015 veröffentlichte Mangat sein Solo-Album Liebe & Bass. Mit dem Extrem schwer – Mein Weg in ein neues Leben-Kandidaten Burak veröffentlichte Mangat am 29. Juli 2016 die Single Meine 1.  Mangat tritt als Comedian auf.

## Diskografie

### Alben
- 2007: Die wiederkehrenden Leiden des jungen Tim W. Lötze – mit 7Faces
- 2015: Liebe & Bass

### Solo-Singles
- 2005: Dance little Sister
- 2007: Du redest im Schlaf – mit 7Faces
- 2016: Meine 1 – Faiz Mangat feat. Burak
- 2023: Is ok – Nica & Faiz Mangat

### Gastbeiträge
- 2013: Trust Me – Duett mit Kaye Ree auf ihrem Album New Air
- 2017: Ich bin raus – Meezy feat. Faiz Mangat auf seiner EP Feuerfest
- 2018: Mir egal – Gier feat. Faiz Mangat auf seiner EP Ich²
- 2019: Stillstand – Truke feat. Faiz Mangat auf seinem Album Luke Und Truke
- 2020: Wunder – Duett mit Moses Pelham
- 2020: Bando – CA3SAR feat. Faiz Mangat
- 2020: Drip Hard – CA3SAR feat. Meezy & Faiz Mangat
- 2020: So High – Azad feat. Faiz Mangat
- 2021: Tausendmal – CA3SAR feat. Faiz Mangat
- 2023: Schellen– S.L.A.P. feat. Olli Banjo & Faiz Mangat